# Ultraviolett strålning
| Elektromagnetiskt spektrum | Elektromagnetiskt spektrum | Elektromagnetiskt spektrum | Elektromagnetiskt spektrum | Elektromagnetiskt spektrum |
| Frekvensområde             | Frekvens                   | Våglängd                   | Fotonenergi                | Intervallbredd             |
| -------------------------- | -------------------------- | -------------------------- | -------------------------- | -------------------------- |
| Audiofrekvens              | 30 kHz–3 Hz                | 10 km–100 Mm               | < 12,4 feV                 |                            |
| Radiofrekvens              | 300 MHz–30 kHz             | 1 m–10 km                  | 1,24 µeV–12,4 feV          | 4 B                        |
| Mikrovågor                 | 300 GHz–300 MHz            | 1 mm–1 m                   | 1,24 meV–1,24 µeV          | 3 B                        |
| Infraröd (IR)              | 405–0,3 THz                | 740 nm–1 mm                | 1,7 eV–1,24 meV            | 3,1 B                      |
| Synligt ljus               | 789–405 THz                | 380–740 nm                 | 3,3 eV–1,7 eV              | 0,3 B                      |
| Ultraviolett (UV)          | 300 PHz–789 THz            | 1–380 nm                   | 1,24 keV–3,3 eV            | 2,6 B                      |
| Röntgenstrålning (X)       | 30 EHz–300 PHz             | 10 pm–1 nm                 | 124 keV–1,24 keV           | 2 B                        |
| Gammastrålning (γ)         | > 30 EHz                   | < 10 pm                    | > 124 keV                  |                            |

Ultraviolett strålning, även känt som UV-strålning och UV-ljus, är elektromagnetisk strålning vars våglängd är kortare än det synliga ljusets. Förledet ultra (latin för 'bortom') kommer av att UV-strålningen befinner sig bortom det mest kortvågiga violetta ljuset i ett spektrum. Den som utsätts för ultraviolett strålning kan drabbas av så kallad snöblindhet och långvarig överexponering är en stor riskfaktor för hudcancer.

## Definition
Ultraviolett strålning brukar definieras som strålning inom våglängdsområdet 100 till 400 nanometer. Gränserna mot den kortvågigare röntgenstrålningen är ganska flytande, och ofta avgör sammanhanget vilket uttryck som används.
UV-strålning av längre våglängder har mycket gemensamt med det synliga ljuset. Det mänskliga ögat kan inte uppfatta ultraviolett strålning, men vissa insekter, fåglar och andra djur har synförmåga in i det ultravioletta området.

## Våglängdsområden
I biologiska och strålskyddssammanhang delar man ofta in UV-strålningen i tre olika våglängdsområden, UVA (315–400 nm), UVB (280–315 nm) och UVC (100–280 nm). Dessa tre kategorier har ur strålskyddssynpunkt mycket olika gränsvärden. 
Gränsvärdet för UVA, som främst har en termisk skadeverkan, är 10 kJ/m² för ett enstaka tillfälle, eller 10 W/m² om exponeringen sker under lång tid. Motsvarande gränsvärde för UVC som har en starkt fotokemisk skadeverkan är 30 J/m². Dessa gränsvärden motsvarar att vistas ca 12 minuter i tropisk sol, eller ca 10 sekunder på 50 cm avstånd från en ljusbåge av en elsvets.
I tekniska sammanhang talar man ibland om vakuum-UV för våglängder kortare än 200 nm, eftersom dessa våglängder absorberas av luft (egentligen syret i luften) och alltså bara kan användas i vakuum eller i en syrefri atmosfär. Ännu kortare UV-våglängder, mellan 10 och 30 nm, kallas för Extrem UV eftersom UV-strålningen vid dessa våglängder är tillräckligt energirik för att växelverka med atomernas elektroner i skalen innanför det yttersta valenselekronskalet.

## Egenskaper

### Fluorescens

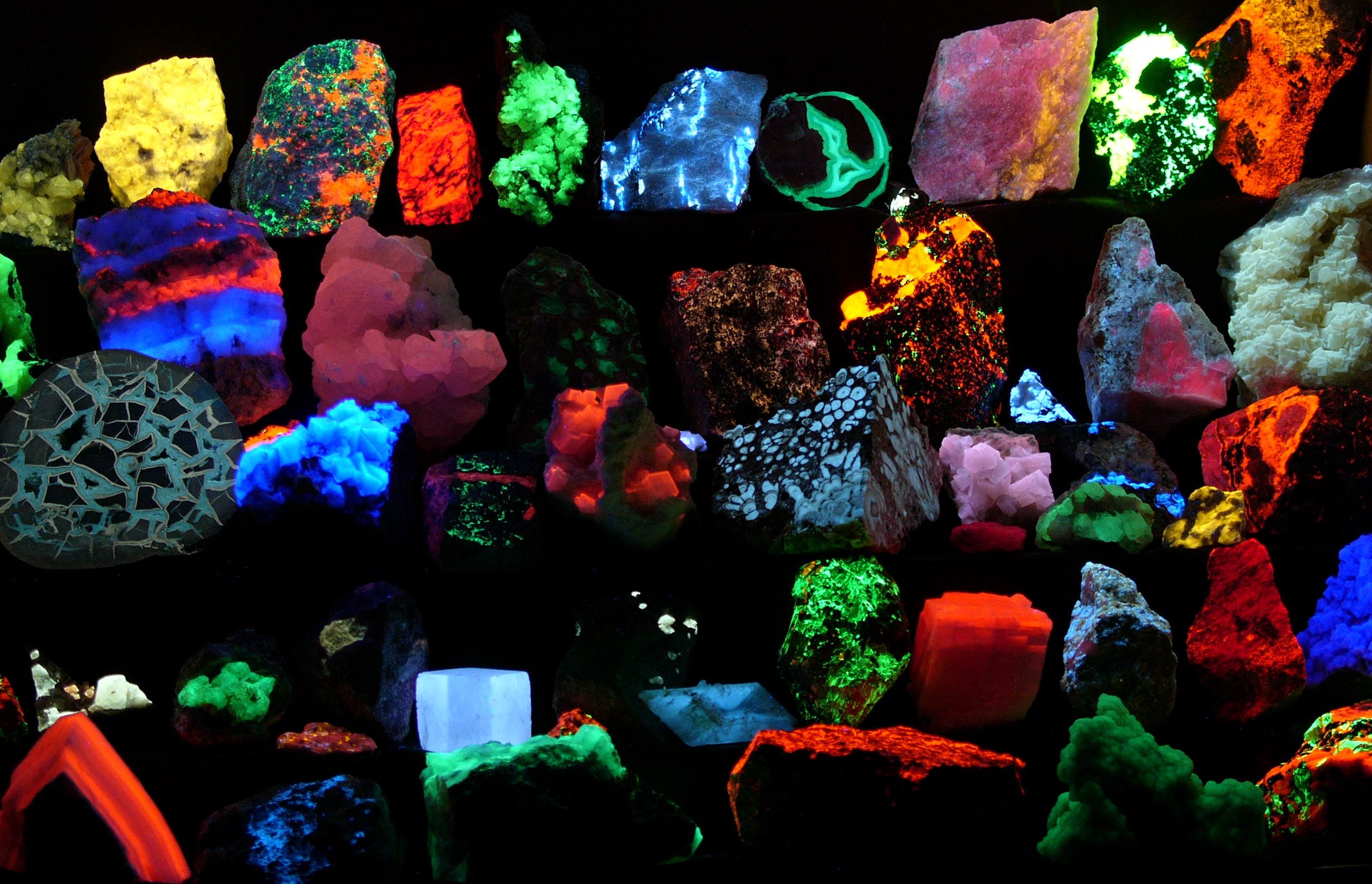
Vissa mineraler fluorescerar då de belyses med ultraviolett ljus.

Många material fluorescerar när de utsätts för ultraviolett strålning. Det innebär att ljuset vid reflexionen utsätts för en frekvensomvandling så att det reflekterade ljuset får en större våglängd än det infallande och därmed kommer inom det frekvensområde, som det mänskliga ögat kan detektera (våglängden ökar).

### Absorption
Solen producerar UV-strålning av alla våglängder. UVC och den största delen av UVB-strålningen absorberas av ozonlagret. Vanligt glas, exempelvis fönsterglas, är transparent för UVA, men släpper inte igenom kortare våglängder såsom UVB och UVC. I UV-lampor och lysrör avsedda för solarier används speciellt kvartsglas, som släpper igenom UV-strålning. Ytan på dessa belysningskällor är då vanligtvis belagd med ett violett filter, som släpper igenom UVA-strålning, men filtrerar bort all UVC-strålning och delar av UVB-strålningen, för att på så vis minska risken för skador på huden. Det förekommer dock sådan belysning även utan detta filter. Sådana lampor används främst vid enklare sterilisering, eller för att behandla parasitangrepp i till exempel saltvattensakvarier, men då UVC kan vara synnerligen skadligt för nästan allt liv bör man iaktta försiktighet vid användning av sådana belysningskällor.

### Biologisk verkan
Den mest välkända biologiska verkan av ultraviolett strålning är att den orsakar solbrynthet och kanske solbränna. Denna uppstår när huden som ett skydd mot främst UVB-strålning bildar ett pigment, melanin. UVA-strålning framkallar inte solbränna, men når djupare ner i huden och kan bryta ner bindvävsprotein, kollagen, vilket påskyndar hudens åldrande. UV-strålning kan framkalla förändringar i DNA och på så sätt orsaka cancer. Hos människan och flera djurarter ombildas kolesterol i huden till vitamin D3 då det utsätts för UV-strålning. För många djur är detta livsnödvändigt, då de ej kan tillgodogöra sig det fettlösliga vitaminet om det intas direkt i födan; detta gäller bland annat merparten av alla kräldjur.

### UV-index
Den UV-strålning, som från solen når marken på jorden beror på hur högt över horisonten solen står vilket varierar med tiden på dagen, årstiden och ortens belägenhet. Moln på himlen dämpar och filtrerar UV-strålning frekvensselektivt. Graden av påverkan på människors hud (solbrännan) är också frekvensberoende (eller våglängdberoende, vilket är ett alternativt sätt att tala om samma sak).
Man har då försökt få fram ett mått på det sammanvägda resultatet av dessa effekter, och i slutet av 1900-talet hade man kommit en bit på väg. Kanada var pionjär på detta område, och flera andra länder följde efter, och man publicerade olika prognoser beträffande farlighet att vistas i solen länge. Varje land hade sina egna metoder, och resultaten var inte jämförbara länder emellan. World Health Organization (WHO, Världshälsoorganisationen), ett specialorgan inom Förenta nationerna (FN) tog sig an problemet och standardiserade 1994 metoder för sammanvägning av mätdata och hur resultaten, UV-index, ska presenteras; i detalj ända till vilka färger, som ska användas i prognosers kartor och hur grafer ska ritas.
Prognos för UV-index en viss tidpunkt för en viss ort beräknas i flera steg:
- Genom statistik av flerårig mätning av solstrålningen vid var tidpunkt för en viss ort får man fram ett medelvärde för den orten. Mätningen görs med en riometer,[4] som väger samman strålningen från rymden horisonten runt. Genom optiska filter plockar man fram den del av UV-spektrum, som är relevant i sammanhanget, det vill säga huvudsakligen bandet UV-B.
- Med en väderprognos får man fram förväntad molnighet för orten ifråga vid den aktuella tidpunkten och beräknar hur mycket molnen dämpar av den strålning, som kommer in från en teoretiskt molnfri himmel.
- Man väger in hudens känslighet för UV-strålning av olika våglängder. Vägningsfunktionen har fastställts efter undersökningar av Metinlay-Diffey. Resultatet kallas CIE[5]-erytemviktat och mäts i Wh·m-2.

Det i praktiskt bruk framräknade vägda värdet brukar siffermässigt vara några hundra. För att göra det mer hanterbart i praktiskt bruk dividerar man det med det godtyckligt valda talet 25. Därmed blir sorten inte längre meningsfull, varför man helt enkelt kallar slutresultatet för UV-index (UVI) för den aktuella orten vid en given tidpunkt.
| UVI      | Riskklass  | Tillåtlig exponeringstid för vistelse i solen | Standardiserad klassfärg | Standardiserad klassfärg | Standardiserad klassfärg |
| UVI      | Riskklass  | Tillåtlig exponeringstid för vistelse i solen |                          | Pantone                  | RGB-koordinat            |
| -------- | ---------- | --------------------------------------------- | ------------------------ | ------------------------ | ------------------------ |
| 0–2,5    | Minimal    | Hela dagen                                    |                          | Grön 375                 | 40–149–0                 |
| 2,5–5,5  | Låg        | 1–2 timmar                                    |                          | Gul 102                  | 247–228–0                |
| 5,5–7,5  | Måttlig    | 60–30 minuter                                 |                          | Orange 151               | 248–89–0                 |
| 7,5–10,5 | Hög        | 30–15 minuter                                 |                          | Röd 032                  | 216–0–29                 |
| > 10,5   | Mycket hög | 15–5 minuter                                  |                          | Violett 265              | 107–73–200               |

UVI klassas enligt vidstående tabell. I litteraturen ges den högsta klassen ofta beteckningen 11+. Riskvärdena gäller för sådana vita vuxna personer som har förmåga att bli bruna. För personer med känslig hud och som har svårt bli bruna samt för små barn halveras tillåtlig exponeringstid. Ljusa sanddyner och särskilt ren snö förstärker effekten. I motljus kan man grovt räkna med fördubbling av UV-index och halvering av tillåtlig exponeringstid.
Vid extremt högt UVI >11 uppstår brännskador redan efter någon minut. Det högsta värde som någonsin observerats är 17 och inträffade i Västra Australien. I Sverige håller sig UVI kring 5 à 7 mitt på dagen en solig sommardag och överstiger sällan 8. Vid månadsskiftet mars/april kan index vara 2–4 i södra Sverige och 1–3 längst i norr. I Medelhavsområdet är vid samma tidpunkt UVI 6–7.
SMHI har mätt UV-instrålningen sedan 1983. Mätorterna har växlat lite under tidens gång och man har använt lite olika mätinstrument. Mätserier finns från Kiruna, Vindeln, Umeå, Borlänge, Norrköping och Lund. I Sverige mäter Strålsäkerhetsmyndigheten (SSM) de dagsaktuella värdena av UV-strålningen i Halmstad, Visby och Stockholm. Baserat på dessa data räknar SMHI under månaderna april till augusti varje dag fram en UVI-prognos för vart och ett av de vanliga väderprognosområdena. Prognoserna utsänds omkring kl 08 och gäller sann soltid, som inte rättar sig efter omställning av klockan mellan vintertid och sommartid. Dessutom skiljer sig soltiden för sann middag nästan en hel timme längst i öster (Haparanda) jämfört med längst i väster (Strömstad).